# デフォレスト湖
レイク デ フォレスト (Lake_DeForest, デフォレスト湖とも呼ばれる DeForest Lake,:195–213) は、1956年にハッケンサック川に作られた人造貯水池。
この水は主にニューヨーク州ロックランド郡及びニュージャージー州バーゲン郡やハドソン郡に供給される。この貯水池はスエズ・ノース・アメリカ社が所有している。この湖では水道水の原水になるため水泳、釣りなどが禁止されている。

## 歴史
ハッケンサック・ウォーター・カンパニー(ニュージャージー)とスプリング・バレー・ウォーター・カンパニー(ニューヨーク)の2社により開発された。
この貯水池は、1936年から1950年までハッケンサック・ウォーター・カンパニーの社長を勤め貯水池の設立に奔走したヘンリー・L・デフォレストから命名された。貯水池が完成した直後に彼は息を引き取った。
ハッケンサック・ウォーター・カンパニーとスプリング・バレー・ウォーター・カンパニーの2社は、協力しながら水道水を供給してきたが、80年代にユナイテッド・ウォーター・リソース社に合併、その後スエズ・ノース・アメリカ社が買収して現在に至る。

## 湖の環境
デフォレストには1本の道（Congers Rd.）が通っており、この道を挟んで2つに分かれている。但し道の下に水路があるので水位や水質に変わりはない。周辺には住宅地が広がるが、湖周辺は元々沼地で地盤が安定していなめ、湖畔ギリギリには建物はなく、周囲から湖を伺うことは難しいが、近くの山の中腹からは南北に長い大きな湖を見渡すことができる。ニューヨークに来たからアプローチする航空機からも湖がよく見える。空から見るとハドソン川のすぐ西側にあるので推計を共有しているように見えるが、デフォレスト湖は、ハッケンサック川の上流に位置しており、川はハドソン川と交わることなく並行にな流れている。川はデフォレスト湖の下流にタッパン湖、ウッドクリフ・レイク（貯水池）、オラデル貯水池が続く。そして最終的には大西洋に注ぐ。